# Lepidochrysops variabilis
Lepidochrysops variabilis är en fjärilsart som beskrevs av Cottrell 1965. Lepidochrysops variabilis ingår i släktet Lepidochrysops och familjen juvelvingar. Inga underarter finns listade i Catalogue of Life.